# Karl Oesterle
 Karl Oesterle  (* 13. September 1894 in Groß-Umstadt; † 11. Dezember 1965 in Stuttgart) war ein deutscher Gewerkschafter und Politiker (SPD). Er war von 1955 bis 1961 2. Vorsitzender der Gewerkschaft Öffentliche Dienste, Transport und Verkehr (ÖTV).

## Leben
Oesterle besuchte die Volksschule und absolvierte eine Gärtnerlehre. Er zog von Hessen nach Ahrensburg. 1915 wurde er Soldat, erst nach Ende des Ersten Weltkriegs wurde er 1919 vom Militärdienst entlassen. Er arbeitete beim Gartenamt der Stadt Hamburg und ließ sich mit seiner Familie in der Stadt nieder. 1919 schloss er sich dem Verband der Gärtner und Gärtnereiarbeiter an, 1920 dem Verband der Gemeinde- und Staatsarbeiter und trat im selben Jahr in die SPD ein. Im Gartenamt war er von 1923 bis 1926 Mitglied des Betriebsrats und wurde 1924 zum Vorsitzenden des Gremiums gewählt.
1926 wurde er hauptamtlicher Gewerkschafter im Verband der Gemeinde- und Staatsarbeiter. Nebenberuflich bildete er sich im Arbeitsrecht, Tarifrecht sowie in Volks- und Betriebswirtschaftslehre weiter.
Oesterle war 1929 Delegierter beim Gründungstag des Gesamtverbandes der Arbeitnehmer der öffentlichen Betriebe und des Personen- und Warenverkehrs und wurde Mitglied der Bezirksverwaltung Groß-Hamburg.
1933 wurde er von den Nationalsozialisten entlassen. In der Zeit des Nationalsozialismus wurde er mehrfach verhaftet. Er zog nach Oststeinbek und fand erst 1935 wieder Arbeit in einer Dachpappenfabrik. Im August 1939 wurde er erneut zum Militärdienst eingezogen, im  März 1940 jedoch wieder entlassen und arbeitete bis Juni 1945 wieder in der Dachpappenfabrik. Anschließend war er für den Gesamtverband der Verkehrs- und Gemeindearbeiter tätig, wurde am 19. Juli 1945 in den Vorstand gewählt und wieder hauptamtlicher Gewerkschafter.
Die britischen Besatzungsbehörden beriefen Oesterle Ende 1945 zum Bürgermeister von Oststeinbek; er gab das Amt jedoch im Dezember 1946 auf, weil er sich überlastet fühlte. Daneben war er von 1946 bis 1948 Mitglied des Kreistags des Kreises Stormarn.
Dem 2. Ernannten Landtag Schleswig-Holsteins gehörte er von Dezember 1946 bis zum. April 1947 an und war Mitglied des Ausschusses für Entnazifizierung. Am Vereinigungsparteitag der Gewerkschaften Öffentliche Dienste, Transport und Verkehr der britischen Zone im September 1947 nahm Oesterle als Delegierter teil und wurde in den Hauptvorstand gewählt.
In der Gewerkschaft Öffentliche Dienste, Transport und Verkehr – Oesterle zog nach Stuttgart um – wurde er 1955 zum 2. Vorsitzenden gewählt. Im Juli 1961 schied er aus dem Dienst.